# Борго Сарачено (Ферара)
Борго Сарачено (итал. Borgo Saraceno) је насеље у Италији у округу Ферара, региону Емилија-Ромања.
Према процени из 2011. у насељу је живело 33 становника. Насеље се налази на надморској висини од 7 м.